# Bogomir Koželj
Bogomir Koželj, slovenski biokemik, * 25. september 1924, Kamnik - † 14. november 2001, Ljubljana
Kot študent je bil asistent pri profesorju Maksu Samcu, nato univerzitetni predavatelj, raziskovalec v kemiji škroba, pionir na področju kemije antibiotikov, načrtovalec razvoja energetike, industrije in ekoloških postopkov. Njegova bibliografija obsega 531 zapisov.

## Izbrana bibliografija
- Antibiotične snovi fuzarijev (disertacija) (COBISS)
- Naravoslovje in tehnologija (učbenik) (COBISS)
- Znanost, razvoj in raziskovalno delo (učbenik) (COBISS)